# اوپیانکا
اوپیانکا (به اسپانیایی: Upyanqa) یک کوه در پرو است که در Peru, Lima Region واقع شده‌است. اوپیانکا ۵٬۳۰۰ متر بالاتر از سطح دریا واقع شده‌است.